# Peter James Carroll
Peter James Carroll (* 8. Januar 1953) ist ein Okkultist, Autor und Mitbegründer der Illuminaten von Thanateros (IOT).

## Leben
Carroll studierte Naturwissenschaften an einer der Hochschulen der Universität London. Danach wurde er als Schullehrer angestellt und verbrachte vier Jahre in Indien und im Himalaja.

## Karriere
Carrolls 1987 erschienenes Buch Liber Null & Psychonaut gilt als eines der prägenden Werke der Chaos-Magie-Bewegung.
1995 gab Carroll seinen Wunsch bekannt, von der „Rolle des Magus und Pontifex des Chaos“ zurückzutreten. Diese Erklärung wurde auch bei dem internationalen IOT-Treffen abgegeben, das Carroll in seinem Artikel „Der Eiskrieg“ in Chaos International, einer achtteiligen Zeitschrift, die sich dem Studium und der Praxis der Chaosmagie widmete, diskutierte.
Carroll schreibt Kolumnen für Chaos International, die derzeit von Ian Read herausgegeben wird. Im Jahr 2005 trat er auf Bitten von Robert Anton Wilson als Chaos-Magie-Lehrer an der Maybe Logic Academy auf und gründete später zusammen mit anderen bekannten Chaos-Magiern, darunter Lionel Snell, Ian Read und Jaq D. Hawkins, das Arcanorium Occult College. Diese Erfahrung weckte erneut sein Interesse am Thema Magie.

## Bibliographie
- Liber Null (1978) & Psychonaut (1982). Ausgabe in einem Band: Weiser, 1987, ISBN 0-87728-639-6. 
  - Deutsch: Liber Null & Psychonautik. Übersetzt von Daniel Böttger und Michael DeWitt. Edition Ananael, Bad Ischl 2005, ISBN 3-901134-21-2.
- Liber Kaos (1992). 
  - Deutsch: Liber Kaos: Das Psychonomikon. Übersetzt von Günther Ludvig und Michael DeWitt. Edition Ananael, Bad Ischl 1994, ISBN 3-901134-05-0.
- PsyberMagick. Advanced Ideas in Chaos Magick. Chaos International and Asafoetida, London 1995, ISBN 0-9521320-1-X.
- The Apophenion: A Chaos Magic Paradigm (2008). 
  - Deutsch: Das Apophenion: ein chaosmagisches Paradigma. Edition Roter Drache, Rudolstadt 2012, ISBN 978-3-939459-37-8.
- The Octavo (Roundworld edition). A Sorcerer-Scientist's Grimoire. Mandrake of Oxford, Oxford 2010, ISBN 978-1-906958-17-6.
- EPOCH: The Esotericon & Portals of Chaos. Arcanorium College, 2014, ISBN 978-0-9928488-2-8.